# Cryptotis oreoryctes
Cryptotis oreoryctes — вид ссавців родини Soricidae. Це ендемік Гватемали. Цей вид живе в гірських дощових лісах, де переважають дуби та сосни на висоті понад 2000 метрів.